# ATP Challenger Tulln
Das ATP Challenger Tulln (offizieller Name: NÖ Open) ist ein seit 2021 stattfindendes Tennisturnier in Tulln an der Donau, Österreich. Es ist Teil der ATP Challenger Tour und wird im Freien auf Sand ausgetragen.

## Liste der Sieger

### Einzel
| Jahr | Sieger        | Finalgegner    | Ergebnis             |
| ---- | ------------- | -------------- | -------------------- |
| 2025 |               |                | Austragung ab 1.9.25 |
| 2024 | Jan Choinski  | Lukas Neumayer | 6:4, 6:1             |
| 2023 | Vít Kopřiva   | Sumit Nagal    | 6:2, 6:4             |
| 2022 | Jozef Kovalík | Jelle Sels     | 7:66, 7:63           |
| 2021 | Mats Moraing  | Hugo Gaston    | 6:2, 6:1             |

### Doppel
| Jahr | Sieger                        | Finalgegner                        | Ergebnis             |
| ---- | ----------------------------- | ---------------------------------- | -------------------- |
| 2025 |                               |                                    | Austragung ab 1.9.25 |
| 2024 | Miloš Karol Witalij Satschko  | Karol Drzewiecki Piotr Matuszewski | 6:4, 2:6, [11:9]     |
| 2023 | Zdeněk Kolář Blaž Rola        | Piotr Matuszewski Kai Wehnelt      | 6:4, 4:6, [10:6]     |
| 2022 | Alexander Erler Lucas Miedler | Zdeněk Kolář Denys Moltschanow     | 6:3, 6:4             |
| 2021 | Dustin Brown Andrea Vavassori | Rafael Matos Felipe Meligeni Alves | 7:65, 6:1            |